# Facharzt für Biochemie
Facharzt für Biochemie, auch Biochemiker/Biochemikerin, ist in Deutschland die offizielle Bezeichnung für einen Facharzt, der sich auf die ärztliche Tätigkeit im Gebiet Biochemie spezialisiert hat. 

## Gebiet Biochemie
Das Gebiet Biochemie umfasst nach der Definition der Weiterbildungsordnung für Ärztinnen und Ärzte  die molekularen Interaktionen und Umwandlungen im menschlichen Organismus, die Struktur und Funktion von Zellen und Organen sowie ihrer Interaktion. Explizit eingeschlossen ist das Gebiet der Pathobiochemie, das die molekularen
Grundlagen von Erkrankungen umfasst.

## Facharzt-Weiterbildung
Um in Deutschland als Facharzt für Biochemie tätig werden zu können, muss nach dem Abschluss eines Medizinstudiums und erteilter Approbation als Arzt eine mindestens 48 Monate umfassende Weiterbildung im Gebiet Biochemie mit Erfolg absolviert worden sein. Die Berechtigung zur Führung einer Facharzt- oder Zusatzbezeichnung wird nach einer mündlichen Prüfung von der zuständigen Landesärztekammer erteilt.
Die Weiterbildung muss an zugelassenen Weiterbildungsstätten absolviert werden: mindestens
- 48 Monate Biochemie, davon können zum Kompetenzerwerb 
  - bis zu 12 Monate Weiterbildung in anderen Gebieten erfolgen.

Bei der Anmeldung zur Weiterbildungsprüfung müssen der zuständigen Ärztekammer sämtliche Nachweise über die erfüllten Mindestanforderungen vorgelegt werden. Dazu gehören auch die Logbuch-Dokumentationen über alle durch die MWBO vorgegebenen Inhalte der Weiterbildung. Zur Weiterbildungsprüfung muss man darlegen, dass man über die entsprechenden Kenntnisse, Erfahrungen und Fertigkeiten im Fach verfügt.

### Inhalte der Weiterbildung
Zur Weiterbildungsprüfung muss dargelegt werden können, dass man Kenntnisse, Erfahrungen und Fertigkeiten unter anderem in folgenden Bereichen erlangt hat:
- Methoden zur Trennung, Aufreinigung, Identifizierung und Quantifizierung von Biomolekülen
- Methoden der Molekularbiologie
- Zelluläre Biochemie und Molekularbiologie
- Systemische Biochemie
- Bioinformatik
- Biophysikalische Chemie
- Signaltransduktion
- Methodik
  - Grundlegende biochemische Methoden, z. B. Photometrie, Spektroskopie, Chromatographie, Elektrophorese, Blotting, immunologische Nachweismethoden, Zentrifugation
  - Grundlegende molekularbiologische Methoden, z. B. Klonierung, rekombinante Expression, Polymerase-Kettenreaktion (PCR), Sequenzierung
  - Spezielle biochemische und molekularbiologische Methoden, z. B. CRISPR/Cas-Methode, Strukturaufklärung mittels Kernspinresonanzspektroskopie (NMR), Elektronenmikroskopie und Röntgenkristallographie, Microarrays
- Forschung und Lehre
  - Methoden der guten wissenschaftlichen Praxis
  - Didaktische Grundlagen der universitären Lehre.[1]

Die Inhalte der Musterweiterbildungsordnung sind allerdings nur eine Empfehlung für die rechtsverbindlichen Weiterbildungsordnungen der Landesärztekammern, die hiervon abweichende Regelungen treffen können.